# براندنبورگر
براندنبورگر (آلمانی: Brandenburger) در طول جنگ جهانی دوم از اعضای واحد نیروهای ویژه آلمانی براندنبورگ آلمان نازی بودند. در اصل، این واحد توسط سازمان اطلاعاتی ارتش، آبور تشکیل شده بود و به عنوان یک توسعه دهنده فعالیت می‌کرد. اعضای این یگان در تصرف اهداف مهم عملیاتی از طریق خرابکاری و نفوذ مشارکت داشتند. اعضای تشکیل‌دهنده آن که اتباع آلمانی و از طرفداران نازیسم بودند، که در خارج از کشور زندگی می‌کردند و به زبان‌ها غیر آلمانی مسلط بودند و همچنین با شیوه زندگی در منطقه عملیاتی که خارجی بودند آشنا بودند.